# The Secret Six
The Secret Six è un film del 1931 diretto da George W. Hill: un gangster movie interpretato da Wallace Beery e da Lewis Stone; con Jean Harlow in uno dei suoi primi ruoli da protagonista femminile. Tra gli interpreti, anche un giovane Clark Gable.

## Trama
Dopo aver eliminato la concorrenza, il contrabbandiere Louis "Louie" Scorpio si ritrova alle calcagna due giornalisti e un gruppo di sei imprenditori che cercano di smascherarlo.

## Produzione
Il film fu prodotto dalla Cosmopolitan Productions per la Metro-Goldwyn-Mayer (MGM) (controlled by Loew's Incorporated). I produttori furono lo stesso regista George W. Hill e Irving Thalberg che, come al solito non appare nei titoli e, di conseguenza, non viene accreditato.

## Distribuzione
Distribuito dalla Metro-Goldwyn-Mayer (MGM), il film - che ebbe una distribuzione internazionale - uscì nelle sale cinematografiche USA il 18 aprile 1931.
Nel 1932, fu distribuito in Irlanda (15 gennaio), in Danimarca (14 marzo, come De hemmelige 6), Giappone (in marzo). L'anno seguente, il 9 marzo, uscì in Portogallo con il titolo Os 6 Misteriosos.